# Питомник (Україна)
Питомник — селище в Україні, у Дергачівській міській громаді Харківського району Харківської області. Населення становить 205 осіб. До 2020 орган місцевого самоврядування — Русько-Лозівська сільська рада.

## Географія
Селище Питомник розташоване біля автошляху міжнародного значення М20, за 21 км від Харкова та за 20 км від центру громади, до селища примикає великий лісовий масив та розплідники, є невеликий ставок. [джерело?]

## Історія
Селище засноване 1650 року.[джерело?]
12 червня 2020 року, розпорядженням Кабінету Міністрів України № 725-р «Про визначення адміністративних центрів та затвердження територій територіальних громад Харківської області», увійшло до складу Дергачівської міської громади.
19 липня 2020 року, в результаті адміністративно-територіальної реформи та ліквідації Дергачівського району, селище увійшло до складу Харківського району.
22 червня 2023 року рішенням №230 Національної комісії зі стандартів державної мови віднесено до списку населених пунктів, які «можуть не відповідати лексичним нормам української мови», зокрема стосуватися «російської імперської чи колоніальної політики». Громаді рекомендовано обґрунтувати доцільність збереження поточної назви або запропонувати нову назву в установленому законодавством порядку.

### Російсько-українська війна

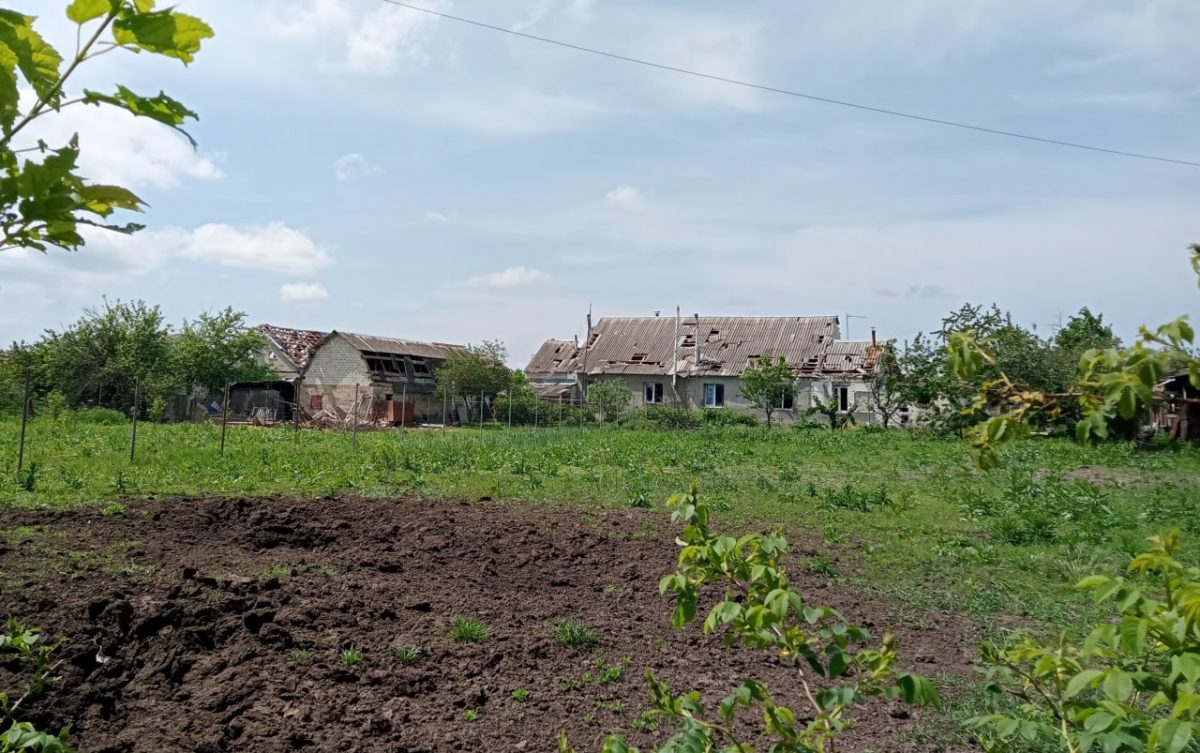
Пошкоджені внаслідок російського вторгнення будинки у селищі.

10 травня 2022 року, за повідомленням спецпідрозділу Kraken 127 бригади територіальної оборони Збройних сил України було звільнено від російських військ селище Питомник, яке знаходилося в окупації з 24 лютого 2022 року. 11 травня цю інформацію підтвердили в Генеральному штабу ЗСУ..

## Населення

### Мова
Розподіл населення за рідною мовою за даними перепису 2001 року:
| Мова       | Кількість | Відсоток |
| ---------- | --------- | -------- |
| російська  | 104       | 50.73%   |
| українська | 97        | 47.32%   |
| білоруська | 4         | 1.95%    |
| Усього     | 205       | 100%     |